# Élections législatives de 2020 au Delaware
Les élections législatives de 2020 au Delaware ont lieu le 3 novembre 2020 afin d'élire les 41 membres de la Chambre des représentants de l'État américain du Delaware.

## Système électoral
La Chambre des représentants du Delaware est la chambre basse de son parlement bicaméral. Elle est composée de 41 sièges pourvus pour deux ans au scrutin uninominal majoritaire à un tour dans autant de circonscriptions.

## Résultats
|                          | Parti démocrate (D)      |         |       |   | 26 | en stagnation |  |  |
|                          | Parti républicain (R)    |         |       |   | 15 | en stagnation |  |  |
|                          | Parti libertarien (L)    |         |       |   | 0  | en stagnation |  |  |
|                          | Indépendants             |         |       |   | 0  | en stagnation |  |  |
|                          |                          |         |       |   |    |               |  |  |
| Votes valides            |                          |         |       |   |    |               |  |  |
| Votes blancs et nuls     |                          |         |       |   |    |               |  |  |
| Total                    | Total                    | 509 241 | 100   | - | 41 | en stagnation |  |  |
| Abstentions              | Abstentions              | 230 329 | 21,14 |   |    |               |  |  |
| Inscrits / participation | Inscrits / participation | 739 570 | 68,86 |   |    |               |  |  |